# هولا بند (آرکانزاس)
هولا بند (به انگلیسی: Holla Bend) یک منطقهٔ مسکونی در ایالات متحده آمریکا است که در شهرستان پوپ، آرکانزاس واقع شده‌است. هولا بند ۱۱۰٫۹۵ متر بالاتر از سطح دریا واقع شده‌است.